# Momo Iita
Momo Iida (japonais いいだ もも, nom véritable 飯田 桃; 1er octobre 1926 dans l'actuel arrondissement de Minato, à Tokyo - 31 mars 2011) est un écrivain japonais dont les ouvrages abordent de façon critique des thèmes politiques.

## Biographie
Après ses études au collège de Tokyo (aujourd'hui collège Hibiya) et au lycée Daiichi Kōtō Gakkō, Iida entame en 1944 des études de droit à l'université de Tokyo où il se lie d'amitié avec Yukio Mishima. Après ses études, il est employé de la banque du Japon en 1947, mais doit cesser cette activité en raison d'une tuberculose et s'installe dans la préfecture d'Ibaraki, où il commence son travail d'écrivain et adhère à la Société littéraire du nouveau Japon. Après la Seconde Guerre mondiale, il fait partie avec Minoru Nakamura et Shūichi Katō d'une nouvelle génération d'écrivains.
En 1961, il s'installe à Mito dans la préfecture d'Ibaraki, où il fait la connaissance du philosophe Umemoto Katsumi et devient membre des mouvements sociaux. Après son exclusion du parti communiste japonais en 1965, il se fait critique de la gauche parlementaire. Toujours en 1965, il compte parmi les fondateurs du Beheiren, groupe de militants qui protestent contre la guerre du Vietnam menée par les É.U et en 1967, il rejoint le parti communiste des travailleurs du Japon, parti fondé en 1966 par le Shin-Sayoku, la « nouvelle » gauche radicale.
Ses livres, qui pour la plupart couvrent l'histoire du XXe siècle, traitent de thèmes politiques tels que l'écologie, le communisme, le marxisme et le socialisme, mais constituent également des biographies du tennō Hirohito et de son règne de 60 ans (ère Shōwa), de l'éditeur Kuroiwa Ruikō ainsi que de l'écrivain Mishima Yukio.

## Publications
- Kami no hana no kuroi ana, 1966
- Kakushin no shiso, 1966
- Modan Nihon no genshiso, 1966
- Warera, michi naru jidaie, 1967
- Tenkeiki no shisō, 1968
- Shichijū-nen e no kakumeiteki shiron, 1968
- Tōron nanajūnen o dōsuru, 1969
- Warera no kakumei, 1969
- Mishima Yukio, 1970
- Shin Nihon teikoku e no chōyaku, 1971
- Nihon bunka no hōi tenkan, 1973
- Sengoshi no hakken, 1975
- Nihon Kyōsantō o tou, 1976
- Naze tennōsei ka, 1976
- Hirohito no akai bōshi. Gendai uyoku to shōchō tennō, 1977
- Amerika no eiyū, 1977
- Gendai shakaishugi saikō, 1978
- Han gendai bungaku, 1979
- Shōwa shi saikō, 1979
- Ekorojī to Marukusu shugi, 1982
- 85-nen taisei to wa nani ka, 1984
- Posuto modan shisō no kaidoku, 1985
- Kore de Showa mo oshimai da, 1988
- Onatsukashiya Kurama tengu, 1988
- ‚Sengo‘tte nan nan da?!, 1988
- Seikimatsu kiki no ōkina monogatari, 1989
- Shakai shugi no shūen to shihon shugi no hakyoku, 1990
- Hahei to kaihatsu. „Hasha Nippon“ no yukue, 1992,  (ISBN 9784784504169)
- Tantei jitsuwa Kuroiwa Ruikō, 1992,  (ISBN 4845707039)
- Seiji kaikaku to kyujo kaiken, 1993,  (ISBN 9784846000141)
- Shōkoku Nihon no risō, 1993,  (ISBN 4846000044)
- 1995-nen no Nihon. 20-seiki to wa do yu jidai de atta ka, 1995,  (ISBN 9784846000233)
- Inoshishi, teppo, Ando Shoeki. „Hyakusho gokuraku“ Edo jidai saiko, 1996,  (ISBN 9784540951053)
- Sayonara dake ga jinsei, ka, 1998,  (ISBN 4938133865)
- Jimintō meruto daun no tsugi wa nani ka, 2001,  (ISBN 4916117441)
- Kenshō tōsoshikiron, 2004,  (ISBN 4916117603)
- Tōyō shizen shisō to Marukusu shugi, 2007,  (ISBN 9784275005502)

## Source de la traduction
- (de) Cet article est partiellement ou en totalité issu de l’article de Wikipédia en allemand intitulé « Iida Momo » (voir la liste des auteurs).